# Стефан Почеков
Стефан Стоянов Почеков с псевдоним Даскала е български учител и революционер, поборник от Априлското въстание през 1876 г.
Стефан Почеков е роден в град Казанлък през 1850 година. В рония си град се явява съосновател на Ученолюбивата дружина „Искра“. Председател е на настоятелството и през 1874 г. В родния си град работи като учител и се намира обкръжението на Петьо Ганин, сподвижник на Васил Левски. При подготовката на въстанието има срещи в село Шипка с апостолите Панайот Волов и Тодор Каблешков. После става учител в Клисура. В тази връзка развива активна революционна дейност и се записва за участие във въстанието. Сражава се на позицията на Зли дол, край Клисура срещу башибозука на карловския главорез Тосун бей. След потушаване на въстанието в Клисура се прехвърля в Копривщица и се включва във втора Копривщенска въстаническа чета на Тодор Каблешков. На 30 април 1876 година четата се изтегля към Троянския Балкан.
След тежки преходи и сражения с турски потери Стефан Почеков пада убит на 8 май 1876 година при село Чифлик, Троянско. Георги Търнев и Стефан Почеков са убити на място при нападение на лагера им. Каблешков и Найден Попстоянов попадат в плен, а убитите четници са обезглавени и главите им са отнесени като трофеи. Обезглавените трупове са намерени чак през 1944 г. и погребани на лобното им място.
Има издигнат паметник на лобното място на убитите двама въстаници от 1876 година Георги Търнев и Стефан Почеков на 250 м южно от хижа „Хайдушка песен“. На същото мисто е изграден и паметник на Тодор Каблешков. Хижата се намира в района на връх Козя стена (1670).

## Признание
Паметната плоча на Стефан Почеков в град Казанлък е открита на 1 ноември 2016 г.